# Віконт Монк

Герб віконтів Монк.

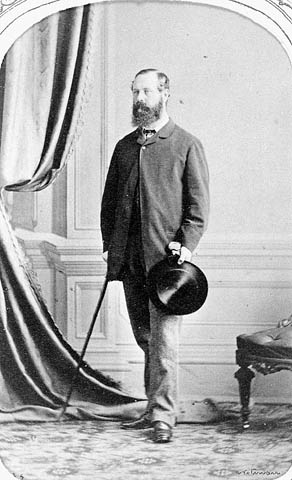
Чарльз Стенлі Монк (1819 – 1894) – IV віконт Монк.

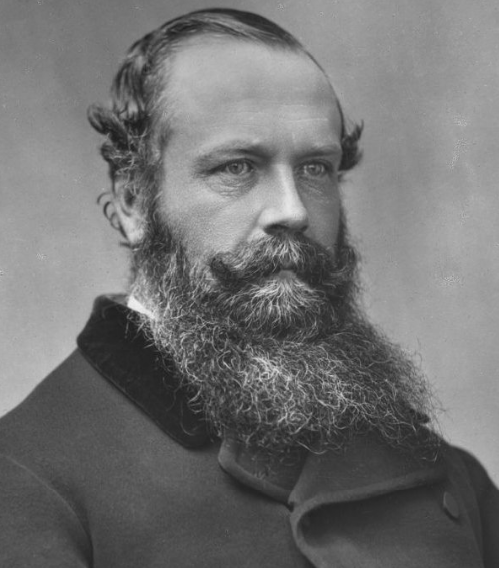
Чарльз Стенлі Монк – IV віконт Монк у 1880 році.

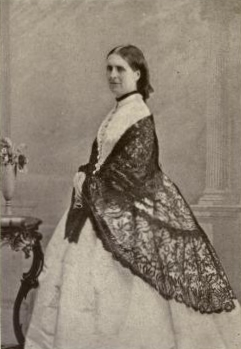
Леді Елізабет Луїза Мері Монк – дружина Чарльза Стенлі Монка – IV віконт Монк.

Віконт Монк (англ. - Viscount Monck) – аристократичний титул в перстві Ірландії. 

## Історія віконтів Монк
Титул віконт Монк з Баллітраммона, що в графстві Вексфорд у перстві Ірландії був створений в 1801 році для Чарльза Монка – І барона Монк. До цього, у 1797 році йому було даровано титул барона Монк з Баллітраммона в перстві Ірландії. Чарльз Стенлі Монк народився в 1754 році і помер 9 червня 1802 року. Він був першим сином депутата парламенту Ірландії Томаса Монка та його дружини Джудіт Мейсон - дочки Роберта Мейсона з Мейсона Брука. Він був депутатом Палати громад парламенту Ірландії від Горі з 1790 по 1798 рік. Він отримав титул І віконта Монк в 1801 році як нагороду за голосування за Акт про союз Великої Британії та Ірландії (1800). Його заміською резиденцією був замок  Чарвіль-Хаус, що стоїть біля річок Даргл та Кіллау. Садиба розташована за 3 км від села Енніскеррі та за 4 км від водоспаду Пауерскорт. Родина Монк стала власниками маєтку в 1705 році. Саме в цей рік Чарльз Монк (дід І віконта Монк) одружився зі спадкоємицею Анжели Хічкок. Пожежа 1792 року знищила оригінальну будівлю замку. Віконт замовив нинішню структуру і побудував її з архітектором Вітмором Девісом. Будівництво не було завершено до 1830 року, невиправдано довго – це було викликано повстанням за незалежність Ірландії 1798 року та його наслідками. У 1797 році віконт також побудував у маєтку чотири однакові лоджії. Він також побудував терасу будинків на Верхній Мерріон-стріт, Дублін 2. Номер 22 відомий як «Монк-Хаус», а номер 24 відомий як будинок Морнінгтон. Предком аристократичної родини Монків був Генрі Монк з Айвера, Бекінгемшир, Англія. Він переселився в Ірландію в листопаді 1579 року. Він одружився з Джоан Хічкок (померла 10 жовтня 1601). Їхнім спадкоємцем був Чарльз Монк із Сент-Стівенс-Грін. Він був призначений генеральним інспектором усіх митниць Ірландії в 1627 році. Він одружився з Елізабет Бленнергассет (померла до 15 червня 1647) - дочкою сера Джона Бленнергассета – головного барона ірландського казначейства та його дружини Урсулою Дюк. У них була дочка Єлизавета і син. 
Чарльз Монк – І віконт Монк у 1784 році одружився зі своєю двоюрідною сестрою Енн Квін – дочкою доктора медицини Генрі Квіна з Дубліна та його дружини Енн Монк - першою дочкою Чарльза Монка з Грейнджгормана. У них було двоє синів і дві дочки. Після смерті чоловіка Енн вийшла заміж (до 1811 року) за сера Джона Крейвена Кардена – І баронета Карден – вона стала четвертою дружиною баронета Карден. Енн померла 20 грудня 1823 року.
Старший син Чарльза Монка – І віконта Монк успадкував титул і став ІІ віконтом Монк. У 1822 році йому було даровано титул граф Ретдаун у перстві Ірландії. Але цей титул зник після його смерті. 28 липня 1806 року він одружився з леді Френсіс Мері Тренч - дочкою Вільяма Тренча – І графа Кланкарті та його дружини Анни – графині Кланкарті (уродженої Гардінер). У них було 11 дочок. Синів не було і титул графа Ретдаун зник. 
Інші титули успадкував його молодший брат, що став ІІІ віконтом Монк. 29 листопада 1817 року він одружився з Бріджит Віллінгтон - дочкою Джона Віллінгтона з замку Кілоскехан, Барнейн та його дружини Бріджит Батлер – дочки Теобальда Батлера з замку Нок, Дром, графство Тіпперері. ІІІ віконт Монк помер у Дубліні, в будинку, який побудував його батько, в якому зараз розташований готель «Мерріон». Але він був похований у парафії своєї дружини Темплмор. На його честь була названа вулиця в місті Дублін.
Його син – IV віконт Монк став першим генерал-губернатором Канади. У 1866 році йому було даровано титул барона Монк з Баллітраммона в перстві Великої Британії. Цей титул давав йому та його нащадкам автоматично місце в Палаті лордів парламенту Великої Британії аж до ухвалення закону про Палату лордів в 1999 році. Чарльз Стенлі Монк народився в Темплморі, Ірландія, 10 жовтня 1819 року, яка на той час входила до складу Сполученого Королівства Великої Британії та Ірландії. Чарльз Стенлі Монк отримав диплом юриста в Триніті-коледжі в Дубліні. У 1844 році він одружився зі своєю двоюрідною сестрою Елізабет Монк і мав з нею двох синів і двох дочок, а в 1849 році успадкував від батька титул віконта Монк. У 1852 році він був обраний депутатом від Портсмута, а з 1855 по 1858 рік він обіймав посаду лорда скарбниці під керівництвом лорда Пальмерстона. У 1861 році він був призначений генерал-губернатором Британської Північної Америки, а також губернатором провінції Канади. Лорд і леді Монк та їхні діти приїхали до Канади, але вони не залишилися протягом усього терміну його повноважень на посаді генерал-губернатора Канади. Більшу частину свого перебування в Канаді родина проживала в Спенсервуді в Квебеку. У 1867 році канадські колонії стали напівнезалежною конфедерацією, Монк став першим генерал-губернатором країни. Монк також відповідав за будівництво Рідо-Хол як резиденції генерал-губернатора Канади в Оттаві. У 1869 році Монка на посаді генерал-губернатора Канади змінив Джон Янг – І барон Лісгар. Монк повернувся додому до Ірландії, де в 1874 році став лордом-лейтенантом Дубліна. 
На сьогодні титулом володіє його правнук, що став VII віконтом Монк, успадкувавши титул від свого батька в 1982 році. Але він чомусь не використовує свої титули, цурається їх. 

## Барони Монк (1797)
- Чарльз Стенлі Монк (бл. 1754 – 1802) – І барон Монк (нагороджений титулом віконт Монк у 1801 році)

## Віконти Монк (1801)
- Чарльз Стенлі Монк (бл. 1754 – 1802) – І віконт Монк
- Генрі Стенлі Монк (1785 – 1848) – ІІ віконт Монк (нагороджений титулом граф Ретдаун у 1822 році)
- Чарльз Джозеф Келлі Монк (1791 – 1849) – ІІІ віконт Монк, брат ІІ віконта Монк
- Чарльз Стенлі Монк (1819 – 1894) – IV віконт Монк
- Генрі Пауер Чарльз Стенлі Монк (1849 – 1927) – V віконт Монк
- Чарльз Генрі Стенлі Монк (1876 – 1914)
- Генрі Віндем Стенлі Монк (1905 – 1982) – VI віконт Монк, онук V віконта Монк
- Чарльз Стенлі Монк (1953 р. н.) – VII віконт Монк

Імовірним спадкоємцем титулу є брат нинішнього власника титулу його ясновельможність Джордж Стенлі Монк (1957 р. н.) Наступним і останнім спадкоємцем титулу є молодший брат нинішнього власника титулу його ясновельможність Джеймс Стенлі Монк (1961 р. н.)

## Графи Ретдаун (1822)
- Генрі Стенлі Монк (1785 – 1848) – І граф Ретдаун